# Unió Regional Valenciana
Unió Regional Valenciana (citat ocasionalment com Unió Regional Valencianista) (URV) fou un partit polític valencià de caràcter blaver fundat el 1978 per dos polítics provinents del franquisme com l'ex-alcalde de València, Miguel Ramón Izquierdo, i el president de la Diputació, Ignacio Carrau i personalitats vinculades al món faller.

## Ideologia
URV va ser el primer partit blaver fins a la fundació d'Unió Valenciana, si bé el lideratge polític del naixent moviment seria portat per la UCD en este primer període. Juntament amb el Grup d'Acció Valencianista, URV va protagonitzar les primeres mobilitzacions i accions blaveres al carrer. El partit comença a funcionar en octubre de 1977, les mateixes dates en què comença a actuar el GAV. Els militants d'URV van ser especialment actius en actes anticatalanistes durant la batalla de València, participant en diferents actes violents, sovint junt a activistes del GAV.
Políticament era una força de caràcter regionalista, si bé va tindre al seu interior sectors més joves simpatitzants amb el nacionalisme valencià, que acabarien imposant-se al partit, forçant el seu canvi de nom per Esquerra Nacionalista Valenciana en 1979.
Va redactar una proposta d'Estatut on s'utilitzava l'expressió Nació Valenciana per a definir al territori, i va participar en manifestacions per a demanar l'estatut per la via de l'article 151 de la Constitució espanyola de 1978, tot alineant-se en contra de l'UCD i juntament amb forces d'esquerres com el PSPV o sobiranistes com el PNPV. Tot i que URV fóra una de les formacions polítiques que signara el Compromís autonòmic on des del Consell del País Valencià es demanava un Estatut del País Valencià per la via del 151, durant tot el període URV va estar alineat junt a formacions anticatalanistes i contràries a l'autonomia per la via ràpida.
A les eleccions generals espanyoles de 1979 va obtenir 15.694 vots (0,09% dels vots) i cap representació. Tot i els pocs vots, va obtenir algun protagonisme durant la batalla de València i un regidor a la Ciutat de València.
Este partit fou l'origen d'Unió Valenciana (UV), fundada el 1982 per sectors conservadors escindits d'URV, després que al congrés de 1979 el sector progressista del partit prenguera el control i el refundara com a Esquerra Nacionalista Valenciana, formació actualment en actiu.